# Al-Hazza
Al-Hazza (arab. الهزة) – miejscowość w Syrii, w muhafazie Hims. W 2004 roku liczyła 1059 mieszkańców.